# 树坪乡
树坪乡，是中华人民共和国四川省凉山彝族自治州昭觉县曾经下辖的一个乡。2021年1月12日，撤销树坪乡，其所属行政区域为新城镇的行政区域。

## 行政区划
树坪乡撤销前下辖以下地区：
腾地村、汝地甲古村、汝地哪打村和汝八尔村。